# Germania, Djursholm

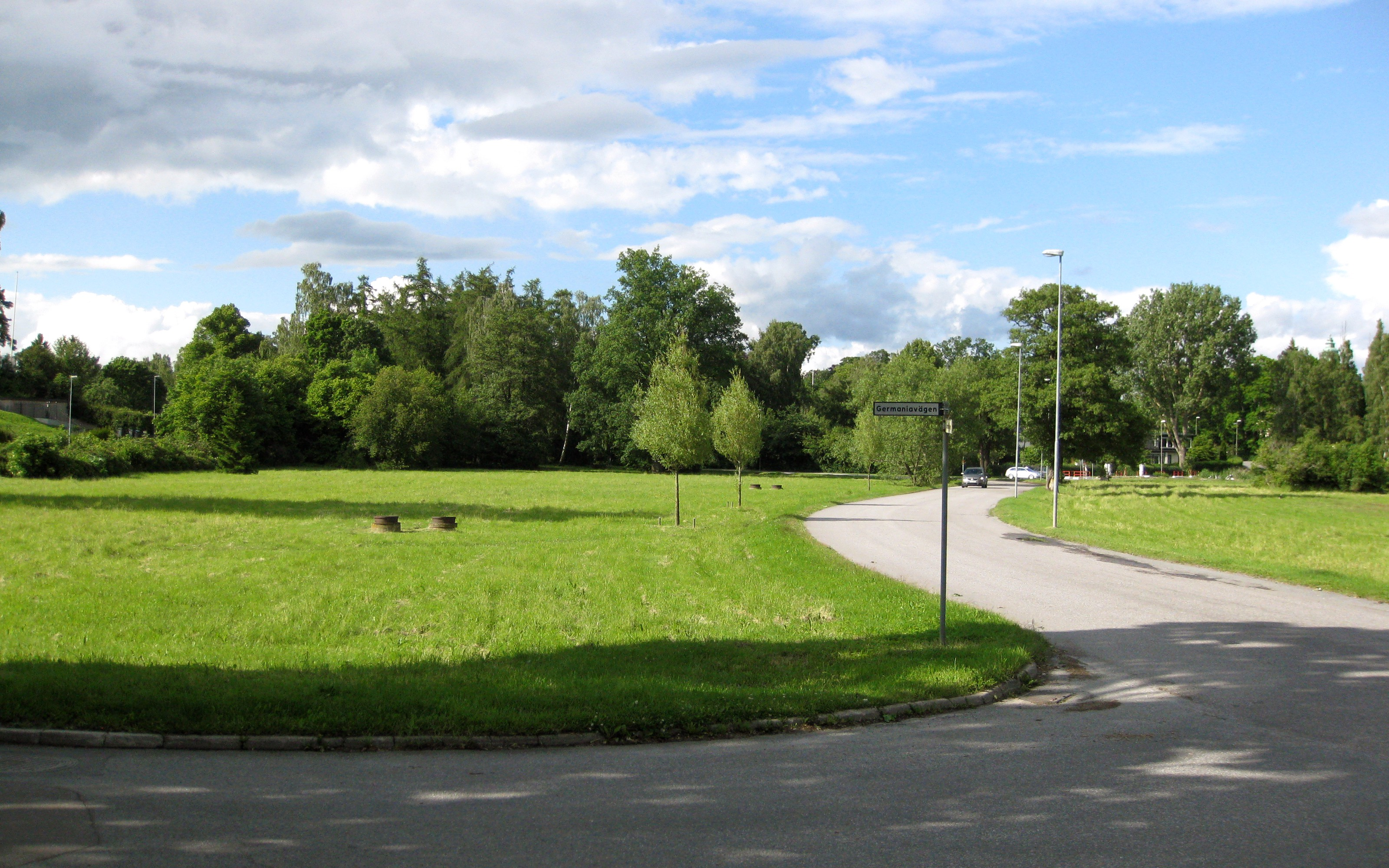
Germaniaparken.

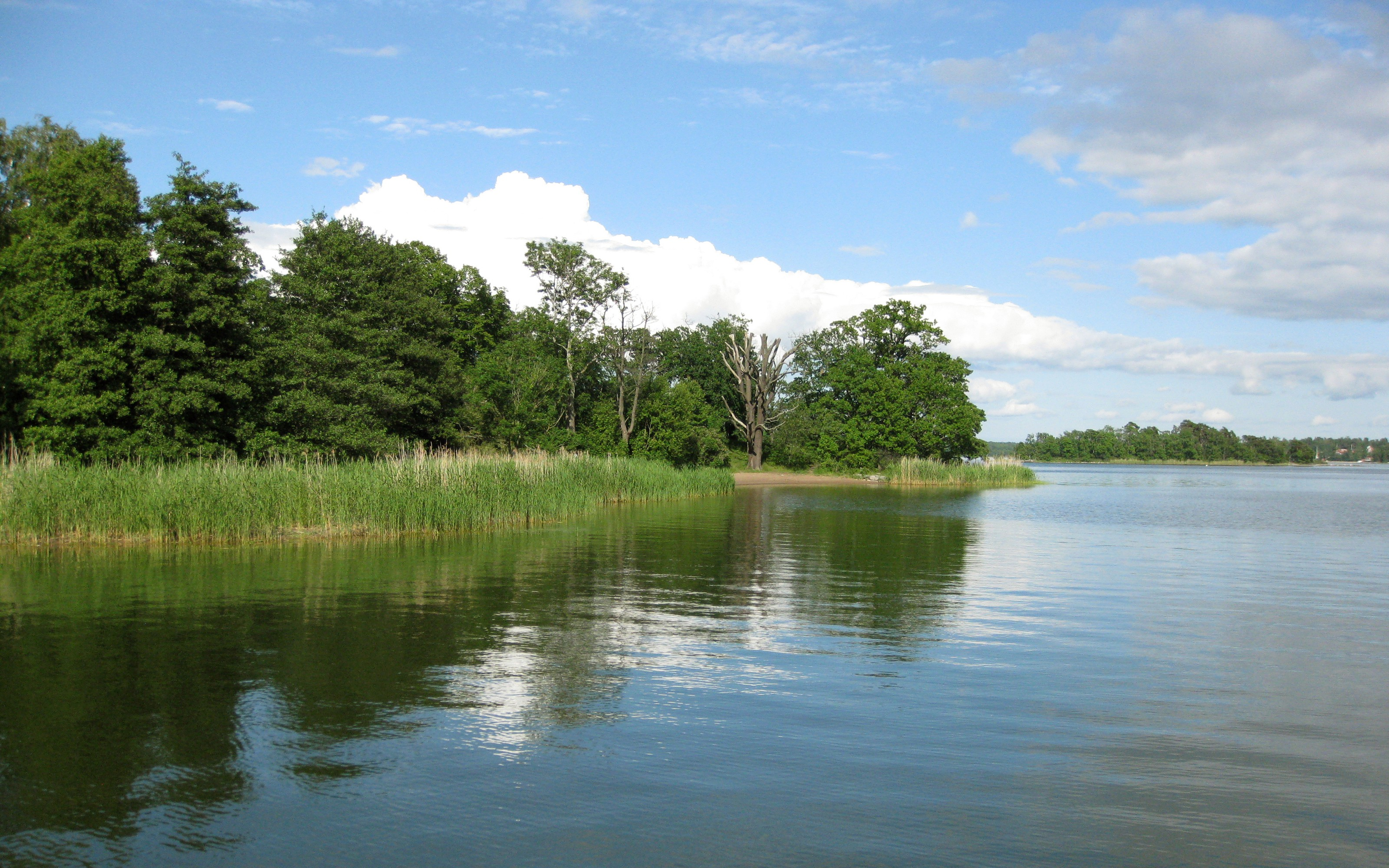
Germaniaviken.

Germania förekommer som del av namn på en vik (Germaniaviken), en väg (Germaniavägen) och en park (Germaniaparken) intill Stora Värtan i Djursholm i Danderyds kommun. En järnvägshållplats på den år 1976 nedlagda Eddavägslinjen på Djursholmsbanan hette också Germania. 
Namnet Germania, som syftar på antika berättelser om ett folk i norra Europa, etablerades år 1889 i den första planen för den nya villastaden, vars gatunät och kvarter till stor del namngavs med inspiration från nordisk mytologi och sagovärld. Även många byggnader i de äldre delarna av Djursholm har stilmässiga drag som refererar till nordisk mytologi. Germania var även namnet på en villa i området, med adressen Germaniavägen 7. Germaniaviken kallas på tidiga kartor över villastaden Djursholm för Österviken. Ett äldre namn är Sielviken.

## Kulturellt intressant bebyggelse
Visdiktaren Alice Tegnér bodde mellan 1890 och 1912 i den numera rivna Villan Tegnabo med adress Germaniavägen 5. Under hösten och vintern 1891–1892 bodde August Strindberg i villan på Germaniavägen 21 som ritades år 1889 och hör till de allra första villorna som uppfördes i det nygrundade villasamhället.
Vid Germaniaviken ligger Villa Delin på adressen Strandvägen 43. Huset, som är ritat av Léonie Geisendorf, är en representant för en modern arkitektur som i kommunens kulturminnesvårdsprogram år 1985 beskrivs som en "närmast brutalistisk betongvilla".
I Germania finns också villan på fastigheten Grotte 7, som ibland har kallats "prinsvillan".